# Anton Refregier
Anton Refregier, né le 20 mars 1905 à Moscou et mort en octobre 1979 dans la même ville, est un peintre, illustrateur et designer. 

## Biographie
Anton Refregier naît le 20 mars 1905 à Moscou.
Il étudie auprès de Hans Hofmann à Munich et étudie la sculpture à Paris.
Il émigre aux États-Unis en 1920. Il passe quatre ans à l'École de design de Rhode Island aux États-Unis, dont il sort diplômé en 1925. Il enseigne à l'American Artists' School, puis à l'université de l'Arkansas et à l'Institute of Fine Arts de Cleveland. Il obtient la citoyenneté américaine en 1930.
Peintre de fresques murales et illustrateur, il décore des synagogues aux États-Unis, peint des œuvres sur des thèmes sociaux et milite en faveur des minorités persécutées.
Anton Refregier meurt en octobre 1979 dans sa ville natale.